# Jiří Václavů
Jiří Václavů (* 24. prosince 1950 Praha) je český stavební inženýr specializující se na pozemní stavitelství.

## Život
Vystudoval Fakultu stavební ČVUT. Od konce 70. let do 90. let působil v Projektovém ústavu výstavby hlavního města Prahy – AA5 v projektovém ateliéru Epsilon (jehož zakladatelem byl Karel Filsak), v jeho době jej vedli architekti Karel Koutský a Jan Kozel. Od počátku 90. let 20. stol. vedl vlastní projekční kancelář.
Na konci 90. let 20. stol. navázal dlouhodobou spolupráci s arch. Stanislavem Fialou, která vyústila v založení projekčního ateliéru Fiala+Nemec s.r.o., v němž vede nebo dozoruje všechny významné projekty od projektové přípravy až po realizaci.
Z řady společných realizací patří mezi nejvýznamnější kancelářská budova MUZO, která se stala Stavbou roku 2000 a byla vybrána do finále evropské soutěže Mies van der Rohe Award (2001), následně byla publikována v Atlasu současné světové architektury (2005, Phaidon Atlas of Contemporary World Architecture).
Dále rodinný dům ve Zdiměřicích ocenila mezinárodní porota cenou Grand Prix architektů 2009. Následovaly stavby velkých polyfunkčních domů v Praze, v prostoru městské památkové rezervace – Drn na Národní třídě, který získal Grand Prix obce architektů 2018, Stavbu roku 2019 (ABF) a byl finalistou soutěže Cena Mies van der Rohe 2018; a paláce Špork v Hybernské ulici, který byl vybrán stavbou roku 2018 nadací ABF.

## Dílo

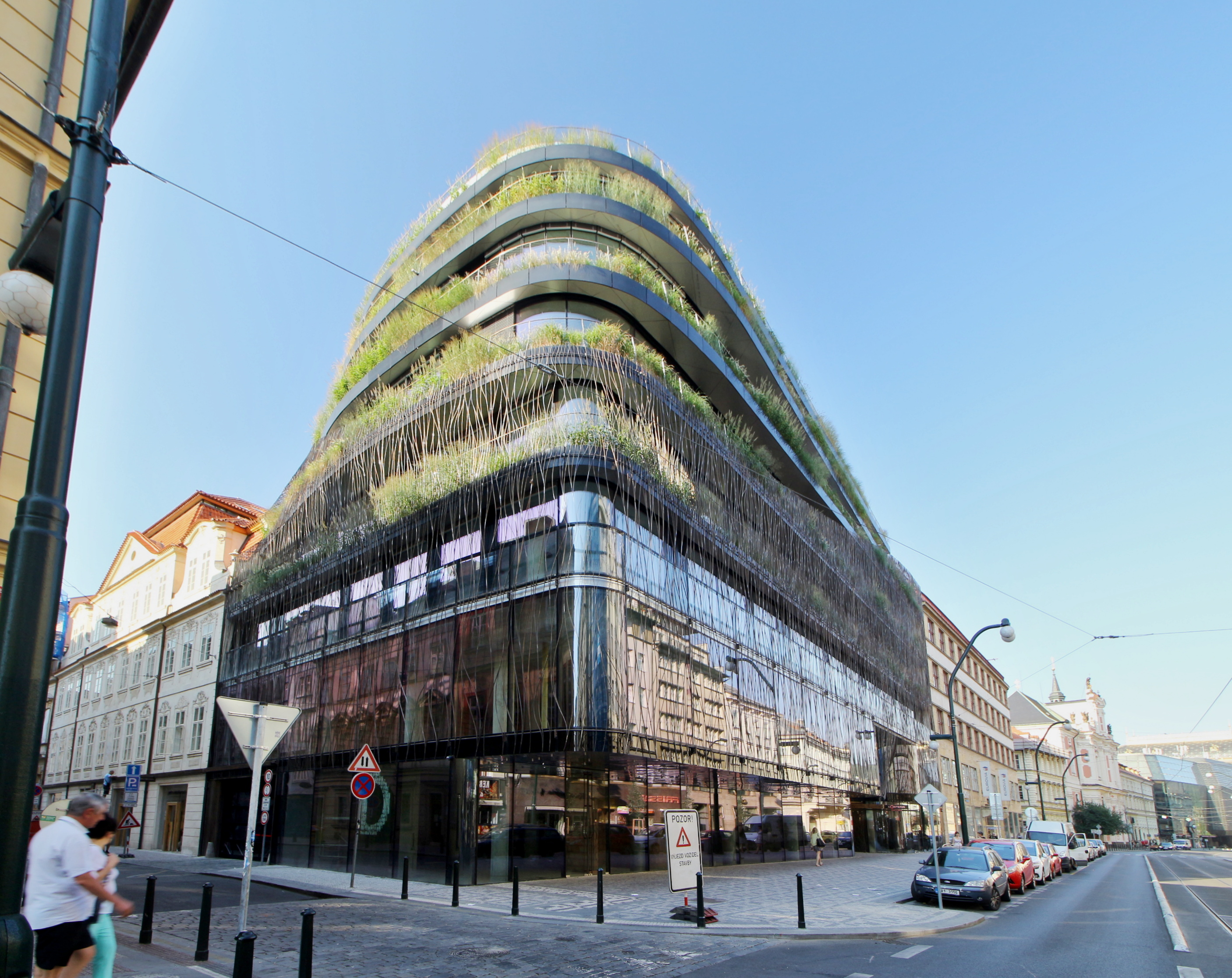
Budova DRN, Národní třída, Praha

Václavů se podílel na následujících projektech:
- 2019
  - Dům u lesa, Česká republika
- 2018
  - Špork, Praha 1 – ocenění Stavba roku (ABF) 2018[6][7]

- 2017

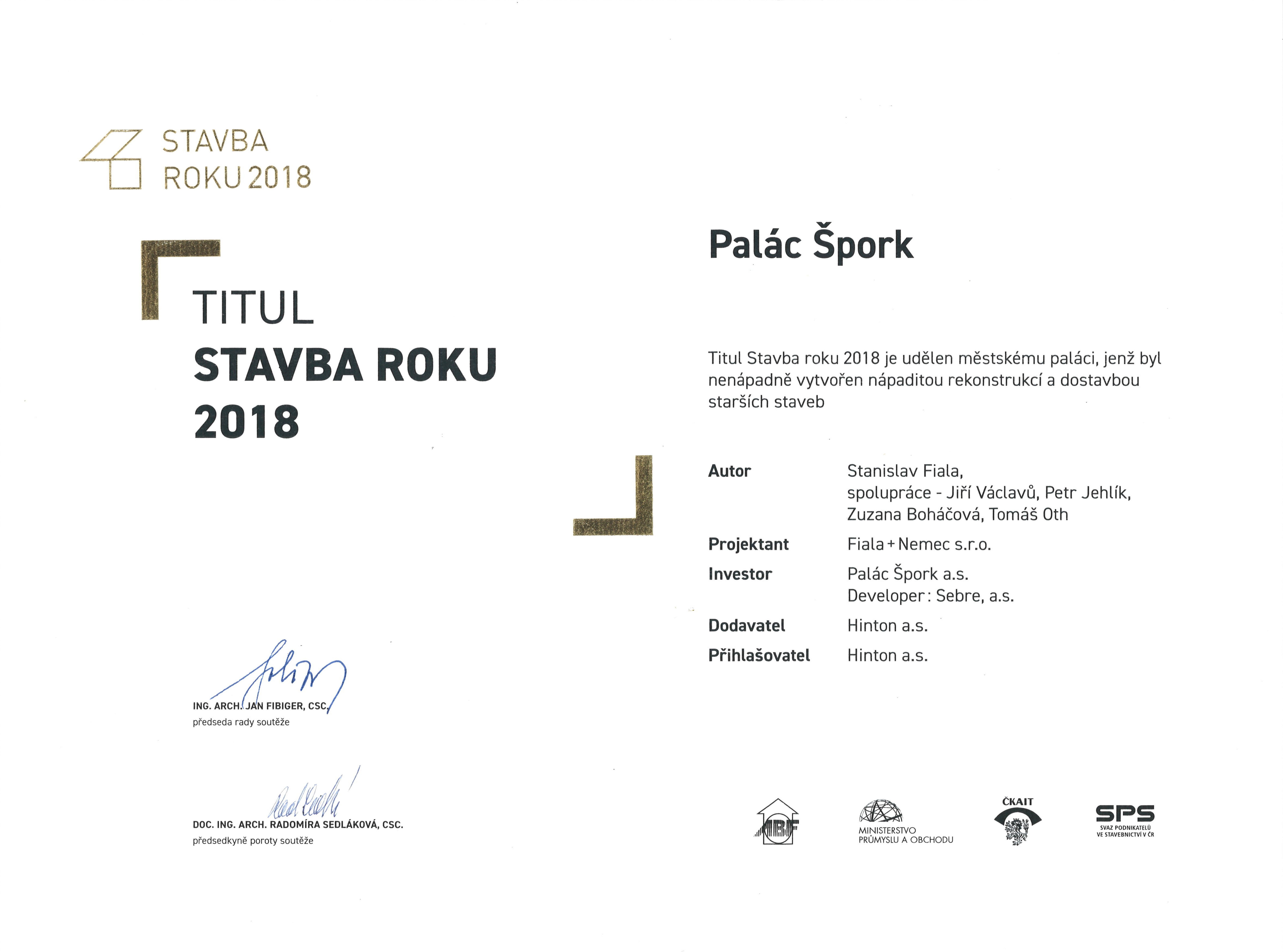
Stavba roku 2018 – Palác Špork

  - DRN, Praha 1 – Stavba roku (ABF) 2019,[8] Grand Prix OA 2018,[9] European Concrete Award 2018 a nominace na Mies van der Rohe Award 2019[10]
  - Rezidence Puškinova, Bělehrad, Srbsko
- 2015
  - Leopoldova bouda, Jizerské hory
- 2013
  - Rodinný dům Srdce[11]
  - Rodinný dům LF, Praha 6[12] – Stavba roku (ABF) 2014
- 2011
  - Golfklub Čertovo břemeno, Alenina Lhota – Stavba roku (ABF) 2011[13][14] a Vynikající betonová stavba roku 2011
- 2010
  - Rodinný dům, Gersau, Švýcarsko
- 2009
  - Rodinné domy, Praha 6 – Hanspaulka[15]
  - Rodinný dům Vlna, Bělehrad, Srbsko[16]
- 2008
  - Rodinný dům, Zdiměřice[17] – ocenění Grand Prix Architects 2009 v kategorii Rodinné domy
- 2007
  - Residence Nemec, Turks a Caicos[18] – ocenění Phaidon Atlas of Contemporary World Architecture 2008
- 2006
  - Vzorkovna Sipral, Praha – Strašnice[19] – nominace Mies van der Rohe Award 2007
- 2005
  - Stodola – Alenina Lhota
  - sídlo firmy Neomed, Praha 10[18] – ocenění Stavba roku 2005[20]
- 2002
  - Čertovo břemeno Golf Club – Alenina Lhota 5, Jistebnice[21]
- 2001
  - rodinný dům, Praha 6 – Nebušice – ocenění Phaidon Atlas of Contemporary World Architecture 2005
  - Sipral Blok, Praha 10 – Strašnice – ocenění Best of Reality 2001, Čestné uznání 2001
- 2000
  - MUZO Centrum, Praha 10 – Strašnice[22] – ocenění Stavba roku (ABF) 2000,[23] nominace na Mies van der Rohe Award 2001[24] a ocenění Phaidon Atlas of Contemporary World Architecture 2005